# Distretto di Machaguay
Il distretto di Machaguay è uno dei quattordici distretti della provincia di Castilla, in Perù. Si trova nella regione di Arequipa e si estende su una superficie di 246,89 chilometri quadrati.

Istituito il 4 novembre 1889, ha per capitale la città di Machaguay; al censimento 2005 contava 967 abitanti.